# IIT Institute of Design
Institute of Design (Institut designu – ID) je postgraduální škola při Illinois Institute of Technology (IIT) v Chicagu ve Spojených státech. Institut byl původně v roce 1937 založen jako Nový Bauhaus (New Bauhaus) a je součástí systému škol s výukou systémového designu se soustředěním na člověka.

## Historie
Založil ji v roce 1937 v Chicagu umělec László Moholy-Nagy, učitel školy Bauhaus (1923–1928).

## Ředitelé
- 1937–1945, László Moholy-Nagy, zakladatel
- 1946–1951, Serge Chermayeff
- 1951–1955, Crombie Taylor (herectví)
- 1955–1969, Jay Doblin
- 1969–1974, James S. Montague (herectví)
- 1974–1982, různě
- 1982–1986, Dale Fahnstrom
- 1986–současnost(2009), Patrick Whitney

## Prominenti
- George Anselevicius 1949
- Alexander Archipenko
- John Cage
- Jay Doblin, ředitel (1954–1968)
- Harry Callahan, fotografie (1947–1961)
- Buckminster Fuller
- Gyorgy Kepes
- Ralph Rapson
- Arthur Siegel, fotografie (1946–1949 a 1967–1977)
- Aaron Siskind, fotografie (1951–1971)
- Konrad Wachsmann, učil na IIT od roku 1949, později na University of Illinois
- Hugo Webber

## Historie jmen školy a působišť
New Bauhaus – American School of Design
- 1938: 1905 S. Prairie Avenue, Chicago

The School of Design in Chicago
- 1939–1945: 247 E. Ontario Street, Chicago

The Institute of Design
- 1945–1946: 1009 N. State Street, Chicago
- 1946–1956: 632 N. Dearborn Street, Chicago (nyní Excalibur nightclub)
- 1956–1989: S.R. Crown Hall IIT campus na South State Street
- 1989–1996: 10 West 35th Street (ITRI on IIT campus)
- 1996–současnost(2009): 350 N. LaSalle Blvd, Chicago

## Absolventi
- Ivan Chermayeff, šéf firmy Chermayeff & Geismar, syn bývalého ředitele Institutu Designu Serge Chermayeffa a návrhář loga Chase Manhattan Bank a také mnoha dalších
- Roger Sweet (MS 1960), tvůrce He-Mana od Mattela
- Charles L. Owen (MS 1965), tvůrce metod strukturovaného plánování
- John Henry Waddell, americký sochař
- Richard Nickel, americký fotograf
- Robert Brownjohn, americký grafik
- Louis Sauer (studentem 1949–1953), americký architekt